# Птерон

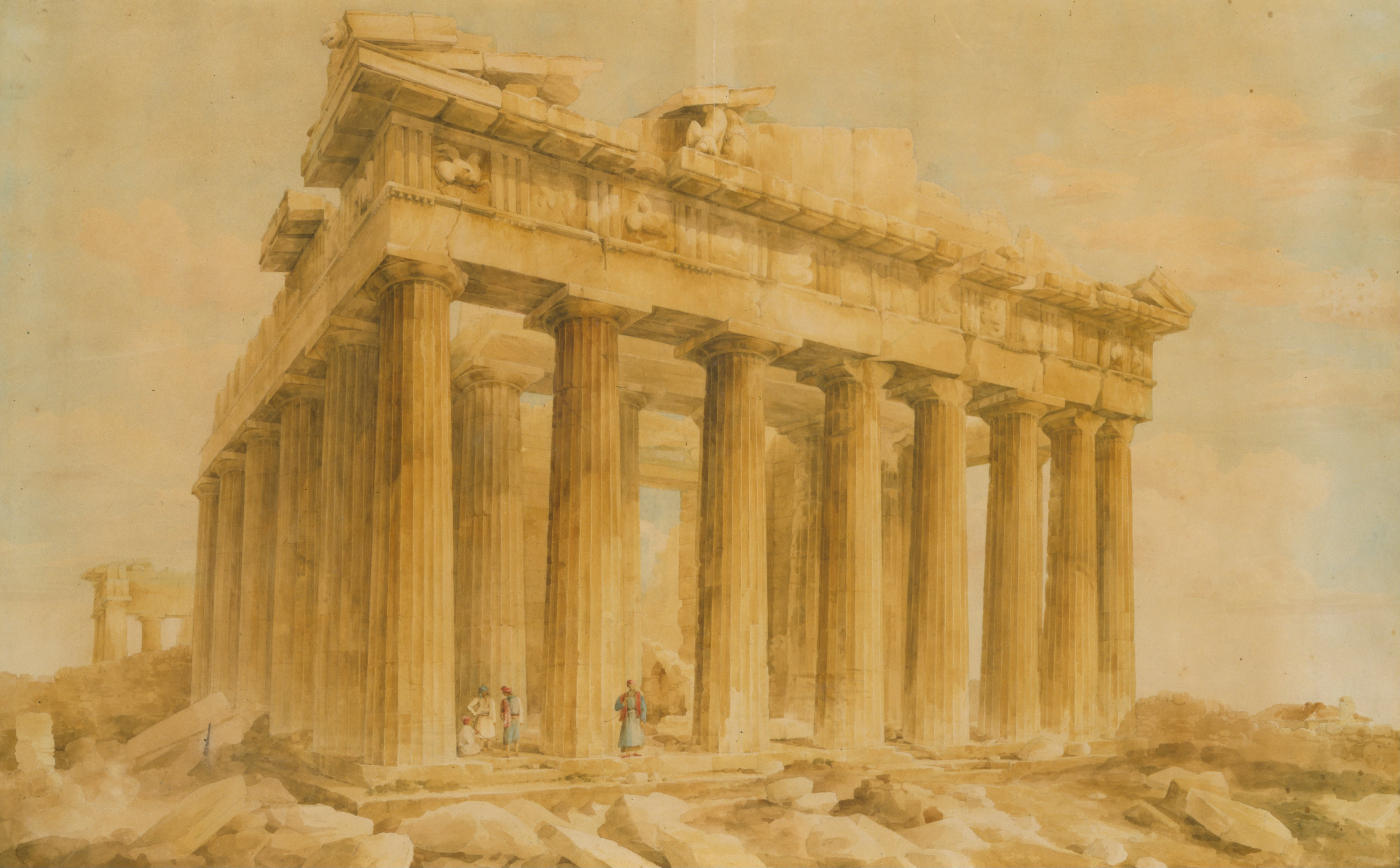
Птерон Парфенона

Птеро́н (грец. πτερόν, «крило») — зовнішня колонада навколо споруди. Переважно використовується для оточення з чотирьох боків давньогрецьких храмів, у яких птерон, створюючи навіс для захисту від спеки, спочатку мав чисто практичне значення. Згодом відігравав основну роль у формуванні образного ладу споруди, символізуючи демократизм давньогрецького суспільства завдяки однаковим колонам і рівним інтерколумніям, а своїм масштабом підкреслював велич вільної людини, її прагнення до героїчних звершень.